# Здравчићи
Здравчићи су насеље у Србији у општини Пожега у Златиборском округу. Према попису из 2022. било је 399 становника.

## Демографија
У насељу Здравчићи живи 448 пунолетних становника, а просечна старост становништва износи 43,7 година (42,3 код мушкараца и 45,1 код жена). У насељу има 172 домаћинства, а просечан број чланова по домаћинству је 3,06.
Ово насеље је великим делом насељено Србима (према попису из 2002. године), а у последња три пописа, примећен је пад у броју становника.
|  |

| Демографија | Демографија | Демографија |
| Година      | Становника  | Становника  |
| ----------- | ----------- | ----------- |
| 1948.       | 793         |             |
| 1953.       | 818         |             |
| 1961.       | 779         |             |
| 1971.       | 697         |             |
| 1981.       | 614         |             |
| 1991.       | 534         | 534         |
| 2002.       | 526         | 530         |

| Етнички састав према попису из 2002.‍ | Етнички састав према попису из 2002.‍ | Етнички састав према попису из 2002.‍ | Етнички састав према попису из 2002.‍ | Етнички састав према попису из 2002.‍ |
| ------------------------------------ | ------------------------------------ | ------------------------------------ | ------------------------------------ | ------------------------------------ |
|                                      |                                      |                                      |                                      |                                      |
| Срби                                 | Срби                                 |                                      | 516                                  | 98,09%                               |
| Хрвати                               | Хрвати                               |                                      | 3                                    | 0,57%                                |
| Муслимани                            | Муслимани                            |                                      | 2                                    | 0,38%                                |
| Црногорци                            | Црногорци                            |                                      | 1                                    | 0,19%                                |
| непознато                            | непознато                            |                                      | 0                                    | 0,0%                                 |

| Година пописа     | 1948. | 1953. | 1961. | 1971. | 1981. | 1991. | 2002. |
| ----------------- | ----- | ----- | ----- | ----- | ----- | ----- | ----- |
| Број домаћинстава | 150   | 155   | 179   | 173   | 179   | 167   | 172   |

| Број чланова      | 1  | 2  | 3  | 4  | 5  | 6  | 7 | 8 | 9 | 10 и више | Просек |
| ----------------- | -- | -- | -- | -- | -- | -- | - | - | - | --------- | ------ |
| Број домаћинстава | 38 | 38 | 32 | 28 | 19 | 14 | 1 | 0 | 2 | 0         | 3,06   |

| Пол    | Укупно | Неожењен/Неудата | Ожењен/Удата | Удовац/Удовица | Разведен/Разведена | Непознато |
| ------ | ------ | ---------------- | ------------ | -------------- | ------------------ | --------- |
| Мушки  | 233    | 71               | 142          | 16             | 4                  | 0         |
| Женски | 232    | 34               | 143          | 49             | 6                  | 0         |
| УКУПНО | 465    | 105              | 285          | 65             | 10                 | 0         |

| Пол    | Укупно                    | Пољопривреда, лов и шумарство | Рибарство                            | Вађење руде и камена | Прерађивачка индустрија       |
| ------ | ------------------------- | ----------------------------- | ------------------------------------ | -------------------- | ----------------------------- |
| Мушки  | 151                       | 38                            | 0                                    | 8                    | 61                            |
| Женски | 91                        | 51                            | 0                                    | 0                    | 17                            |
| УКУПНО | 242                       | 89                            | 0                                    | 8                    | 78                            |
| Пол    | Производња и снабдевање   | Грађевинарство                | Трговина                             | Хотели и ресторани   | Саобраћај, складиштење и везе |
| Мушки  | 4                         | 6                             | 9                                    | 1                    | 11                            |
| Женски | 3                         | 0                             | 7                                    | 0                    | 2                             |
| УКУПНО | 7                         | 6                             | 16                                   | 1                    | 13                            |
| Пол    | Финансијско посредовање   | Некретнине                    | Државна управа и одбрана             | Образовање           | Здравствени и социјални рад   |
| Мушки  | 0                         | 0                             | 6                                    | 4                    | 0                             |
| Женски | 0                         | 0                             | 0                                    | 4                    | 6                             |
| УКУПНО | 0                         | 0                             | 6                                    | 8                    | 6                             |
| Пол    | Остале услужне активности | Приватна домаћинства          | Екстериторијалне организације и тела | Непознато            | Непознато                     |
| Мушки  | 1                         | 0                             | 0                                    | 2                    | 2                             |
| Женски | 0                         | 0                             | 0                                    | 1                    | 1                             |
| УКУПНО | 1                         | 0                             | 0                                    | 3                    | 3                             |